# 쿠포주

쿠포주

쿠포주(프랑스어: Département de Kouffo)는 베냉 남서부에 위치한 주로, 주도는 아플라우에이며 면적은 2,404km2, 인구는 741,895명(2013년 기준)이다. 북동쪽으로는 주주, 남동쪽으로는 아틀랑티크주, 남쪽으로는 모노주와 접하며 서쪽으로는 토고와 국경을 맞대고 있다.
1999년 모노주에서 분리되어 신설되었다. 6개 지방 자치체(아플라우에, 자코토메이, 클루에칸메, 랄로, 토비클린, 도그보)를 관할한다.